# Sant Sadurní de Montiró
Sant Sadurní de Montiró és una església de Ventalló (Alt Empordà) protegida com a bé cultural d'interès local. Està situada dins del petit nucli de Montiró, a l'extrem nord-est del municipi de Ventalló al qual pertany. Es troba al bell mig del poble, adossada a l'antiga rectoria.

## Descripció
És una església d'una sola nau amb dues capelles laterals i absis semicircular capçat a llevant. L'absis és l'únic element conservat de l'antic temple romànic i, actualment està mig tapat per l'edifici de la rectoria. La nau està coberta amb volta apuntada decorada amb motllures a manera de llunetes, mentre que la coberta de l'absis és ametllada, amb doble arc triomfal en degradació i forma apuntada com la resta de la nau. La capella situada al mur de migdia, dedicada al Sant Crist i bastida l'any 1683, està coberta amb una cúpula poligonal sobre petxines, amb un petit tambor amb obertures que il·lumina l'interior.
La sagristia, situada a continuació, presenta un portal rectangular d'accés amb la llinda gravada amb l'any 1691 i està coberta amb una volta amb decoració d'època barroca, a manera de cúpula. Als peus del temple hi ha el cor, amb barana d'obra treballada i sostingut per una volta rebaixada amb llunetes. Les úniques obertures als murs del temple són les finestres de la sagristia i de l'absis, aquesta última descoberta recentment. Ambdues són d'arc de mig punt, la de l'absis de doble esqueixada i adovellada. La façana principal presenta un portal d'accés d'arc de mig punt bastit amb dovelles de pedra i, damunt seu, un rosetó centrat amb vitrall decorat amb l'al·legoria dels pans i els peixos. A la dreta, un campanar de base quadrada amb obertures d'arc de mig punt, rematat amb una cornisa motllurada i cobert amb una petita cúpula semiesfèrica.
En una de les cantonades del mur de migdia de l'església hi ha un carreu de pedra calcària amb la representació en relleu del cap d'un personatge amb grans bigotis, datat entre els segles XVII-XVIII. A l'interior del temple es conserva una pica baptismal de pedra, procedent de l'església de la Mare de Déu de l'Om.
El temple, bastit en pedra, presenta els paraments arrebossats i l'interior del temple està tot emblanquinat, exceptuant la zona de l'absis on el parament de pedra desbastada és vist.

## Història
Les notícies més antigues documentades sobre el temple són de finals del segle xiii. En les Rationes decimarum dels anys 1279 i 1280 s'esmenta l'ecclesia de Montirono. En els nomenclàtors de la diòcesi del segle xiv, l'església parroquial de Sant Sadurní de Montiró hi és inclosa. Tot i això, el temple actual només conserva l'absis com a vestigi d'aquest període romànic.
Posteriorment, cap a finals del segle xvii i durant el segle xviii, experimentà una important reforma que modificà totalment el seu aspecte. Aquesta reforma fou una conseqüència del saqueig i l'incendi que patí el temple el dia 31 de maig de 1640 per part dels terços de soldats espanyols. Al temple hi van cremar la Vera creu, el sagrari, els calzes, les paus, les crismeres i la custòdia, i s'endugueren les joies, els mobles, els diners i el calze amb el Santíssim. Sembla que fou una represàlia contra Josep de Margarit i de Biure, cap de les milícies catalanes i un dels combatents més constants contra Felip IV. Pocs mesos després d'aquests fets esclatà la guerra dels Segadors. Arran de la destrossa, l'agost de 1640 es va crear una comissió per reparar el temple, i l'any 1683 es va construir la capella del Sant Crist.
L'església de Sant Sadurní tenia per sufragània l'antiga parròquia de Santa Maria de l'Om de Pelacalç, des de l'any 1691.
Tenim notícies que l'antic cementiri estava situat a la banda meridional del temple, tot i que actualment no hi ha cap edificació a la zona.